# اليوم الدولي للرحلة البشرية إلى الفضاء
اليوم الدولي للرحلة البشرية إلى الفضاء هو الاحتفال السنوي، الذي يقام في 12 أبريل، بذكرى أول رحلة فضائية بشرية قام بها يوري جاجارين. أعلن عنه في الدورة 65 للجمعية العامة للأمم المتحدة في 7 أبريل 2011، قبل أيام قليلة من الذكرى الخمسين للرحلة.
استقل يوري جاجارين طاقم رحلة الفضاء فوستوك 1 في عام 1961، حيث قام بمدار واحد حول الأرض لأكثر من 108 دقيقة في مركبة فوستوك 3KA الفضائية التي أطلقتها مركبة الإطلاق فوستوك-K.
في الاتحاد السوفيتي، احتفل بيوم 12 أبريل باعتباره يوم رواد الفضاء منذ عام 1963، ولا يزال يتم الاحتفال به في روسيا وبعض دول الاتحاد السوفيتي السابقة. ليلة يوري، والمعروفة أيضًا باسم «حفلة الفضاء العالمية» هي احتفال دولي بدأ في الولايات المتحدة في عام 2001، في الذكرى الأربعين لرحلة جاجارين.
كان 12 أبريل أيضًا موعد إطلاق أول مكوك فضاء، إس تي إس-1 من كولومبيا في عام 1981، والذي يتم الاحتفال به أيضًا في هذا التاريخ.

## وصلات خارجية
- اليوم الدولي للرحلة البشرية إلى الفضاء 12 نيسان/أبريل، الموقع الرسمي للأمم المتحدة.